# Herz- und Gefäßzentrum Bad Bevensen

Herz- und Gefässzentrum Bad Bevensen

Pflege- und Physiotherapieschule am Herz- und Gefässzentrum

Das Herz- und Gefäßzentrum Bad Bevensen (HGZ) ist eine Fachklinik, die auf die Diagnostik und Therapie von Herz- und Gefäßerkrankungen spezialisiert ist. Neben der Akutmedizin gehört die Rehabilitation dazu.

## Geschichte
Gegründet wurde die Herz-Kreislauf-Klinik Bevensen (HKK) 1976 als reine Rehaklinik von Friedrich Wilhelm Gosselk aufgrund eigener Erfahrungen mit der Reha nach einem Herzinfarkt. Auch seine Kinder arbeiteten in der Klinik mit. In den folgenden Jahrzehnten wurde die Klinik ständig ausgebaut. 1978 entstand die gefäßmedizinische Rehabilitationsabteilung (Angiologie), 1988 erfolgte die Erweiterung um das 130-Akut-Bettenhaus mit den Fachdisziplinen Kardiologie und Angiologie. 1993 wurden die Herz-Thorax- und die Gefäßchirurgie eröffnet. Die Umfirmierung zur Aktiengesellschaft in Familienbesitz, als Herz-Kreislauf-Klinik Bevensen AG, erfolgte 1995. 2004 wurde die HKK in Herz- und Gefäßzentrum Bad Bevensen (HGZ) umbenannt. Nachdem 2011 die Geschwister Gosselk sich aus dem Krankenhausbetrieb zurückgezogen haben, übernahmen die DIANA Kliniken AG 2014 die Aktienmehrheit.

## Leistungen
Heute stehen im HGZ für die Versorgung von erwachsenen Patienten – Akut und Reha – insgesamt 364 Betten zur Verfügung und mehr als 900 Mitarbeiter sind dort beschäftigt. Mit Ausnahme der Herztransplantation deckt die Klinik das gesamte Spektrum der Erwachsenherzchirurgie ab. – u. a. auch den Einsatz von Kunstherzen. Jedes Jahr werden 1200 Operationen am offenen Herzen durchgeführt. Insgesamt verzeichnet die Klinik für Herz-Thorax-Chirurgie mehr als 2000 Operationen jährlich. In der Klinik für Kardiologie werden jährlich 4300 Patienten stationär und 4000 ambulant behandelt.  In der dreiwöchigen Anschluss-Reha nach der Operation werden durch Ausdauertraining, Gymnastik die Patienten aktiviert. Dafür stehen in einer Therapieabteilungen ein Bewegungsbad, die Ergometer und Kraftgeräte zur Verfügung. Außerdem gibt es Fach- und Arztvorträgen über die Ernährung und die Herzerkrankungen. In Bad Bevensen unterhält die Klinik eine eigene Pflege- und Physiotherapieschule.